# Orotična kiselina
Orotična kiselina je heterociklična kiselina. Ona je isto tako poznata kao pirimidin karboksilna kiselina. Nekad se verovalo da je ona deo vitamin B kompleksa i nazivana je vitamin B13. U današnje vreme je poznato da ona nije vitamin, i da može biti proizvedena u telesnoj intestinalnoj flori.
Soli, orotati, se nekad koriste kao mineralni nosači u nekim dijetarnim suplementima, da poveća njihovu bioraspoloživost. Litijum orotat je najfrekventnije korišćen u tom pogledu.

## Bolesti orotične kiseline
Nagomilavanje orotične kiselina može dovesti do orotičke acidurije. To može biti simptom uvećanja količine amonijaka usled metaboličkih oboljenja, kao što je poremećaj ciklusa ureje.
Kod nedostatka ornitin transkarbamilaze, poremećaju ciklusa ureje, višak karbamoil fosfata se konvertuje u orotičnu kiselinu. To tipično dovodi do povećane ekskrecije urinarne orotićne kiseline, zato što ona nije odgovarajuće korišćena te se mora eliminisati.
Orotična kiselina može biti mutagena (prouzrokovati mutacije) i somatičkim ćelijama sisara. Ona je takođe mutagena za bakterije i kvasac.

## Dodatna literatura
- Greenbaum, Sheldon B. (1954). „Potential Metabolic Antagonists of Orotic Acid: 6-Uracilsulfonamide and 6-Uracil Methyl Sulfone1”. Journal of the American Chemical Society. 76 (23): 6052—6054. doi:10.1021/ja01652a056.

## Spoljašnje veze
- Orotic+Acid на 
- Pregled na ggc.org
- Pregled na greatvistachemicals.com